# Gelasma quadrizona
Gelasma quadrizona là một loài bướm đêm trong họ Geometridae.